# Gœgnies-Chaussée
Pour l’article homonyme, voir Gognies-Chaussée concernant la commune limitrophe du département du Nord.
Gœgnies-Chaussée est un petit village frontalier de Belgique situé en Région wallonne dans la province de Hainaut.
Il fait partie de la commune de Quévy.
Bordant la Rue de la Chaussée, anciennement Chaussée Brunehault, sur près de trois kilomètres, il est séparé de la municipalité française de Gognies-Chaussée par cette ancienne voie romaine qui reliait Bavay à Tongres.
Ce village est tout proche du village où eut lieu la Bataille de Malplaquet. C'est aussi un intéressant lieu d'observation sociologique en ce sens que la frontière coupe un village qui forme une unité, dont les deux parties ont la même langue de culture et la même langue régionale (le picard), mais où pourtant s'accusent les traits français d'une part et belges de l'autre.

## Évolution démographique
- Sources : INS, Rem. : 1831 jusqu'en 1970 = recensements, 1976 = nombre d'habitants au 31 décembre.

## Histoire

### Traité des Limites
Gognies-Chaussée, commune française, ne faisait qu'une avec Goegnies-Chaussée jusqu'au traité du 28 mars 1820 rectifiant les frontières et qui fut signé par le Sieur Dusart Mayeur de Goegnies-Chaussée (Pays-Bas) et le Sieur Lotteau Maire de la commune de Gognies-Chaussée (France) en présence de Monsieur le Comte d'Auxy, gouverneur de la province de Hainaut et de Monsieur Lhomme, délégué de M. le Préfet du département du Nord.

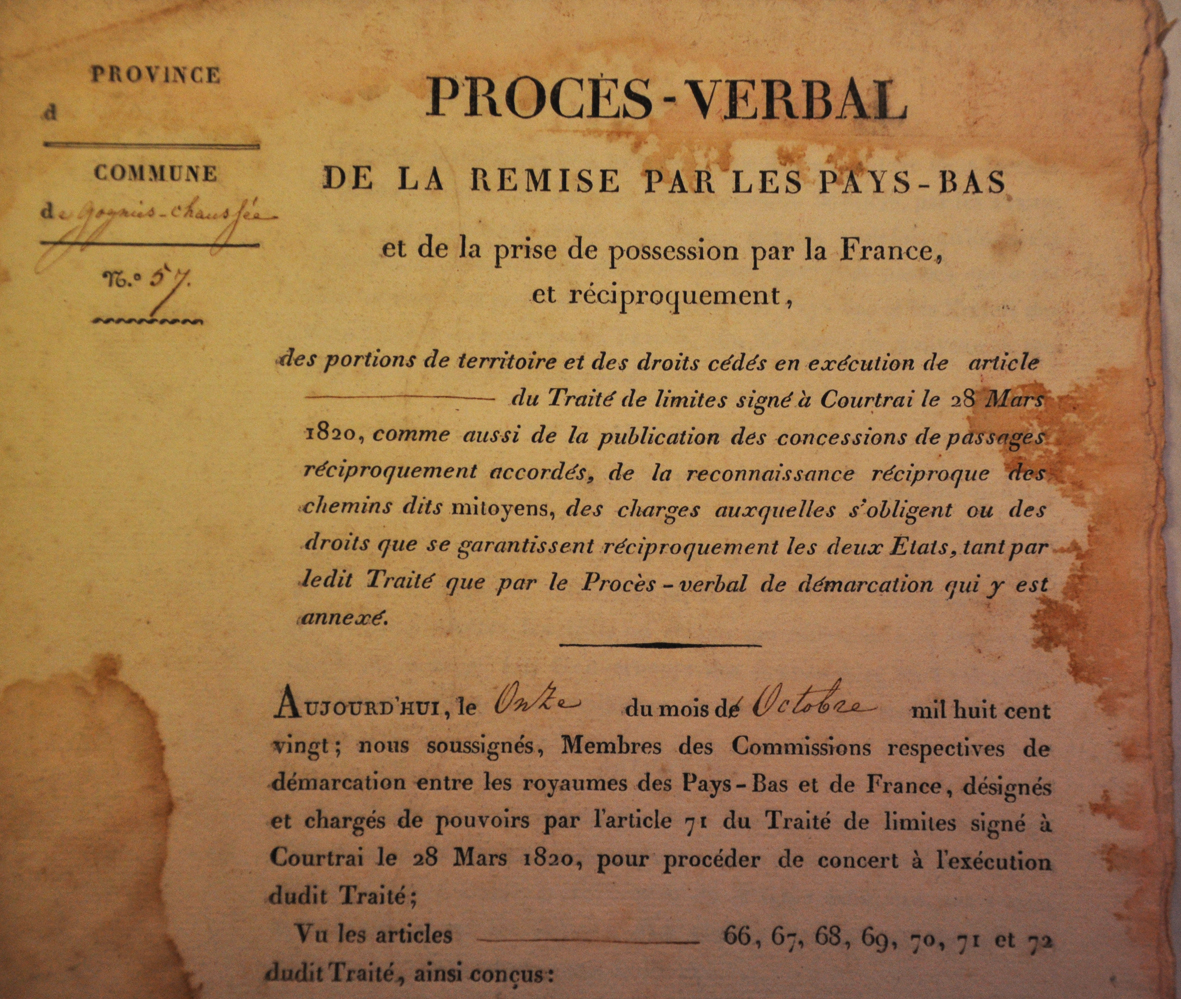
Procès-Verbal en application du traité des limites

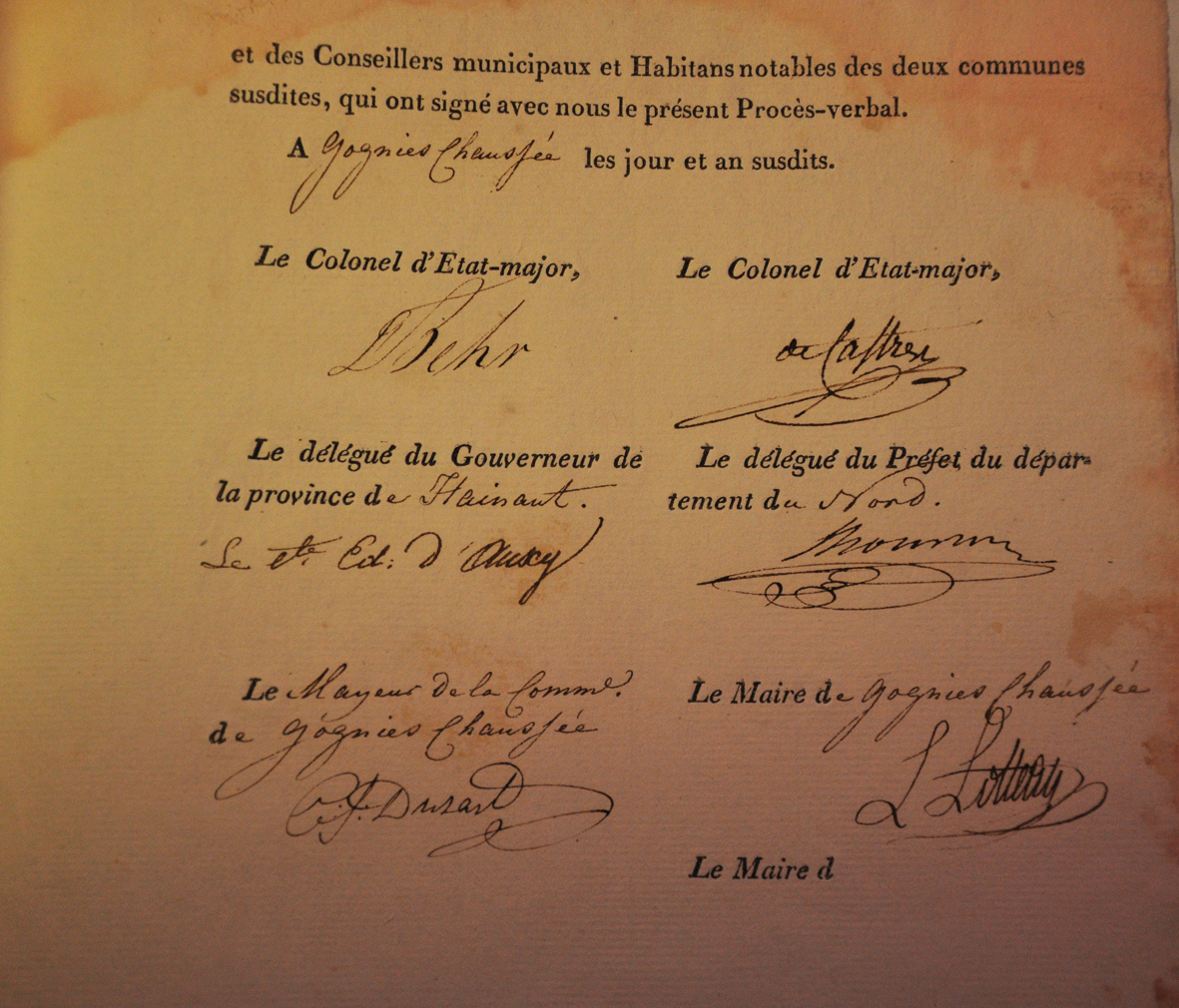
Signataires du Procès-Verbal

## Galerie

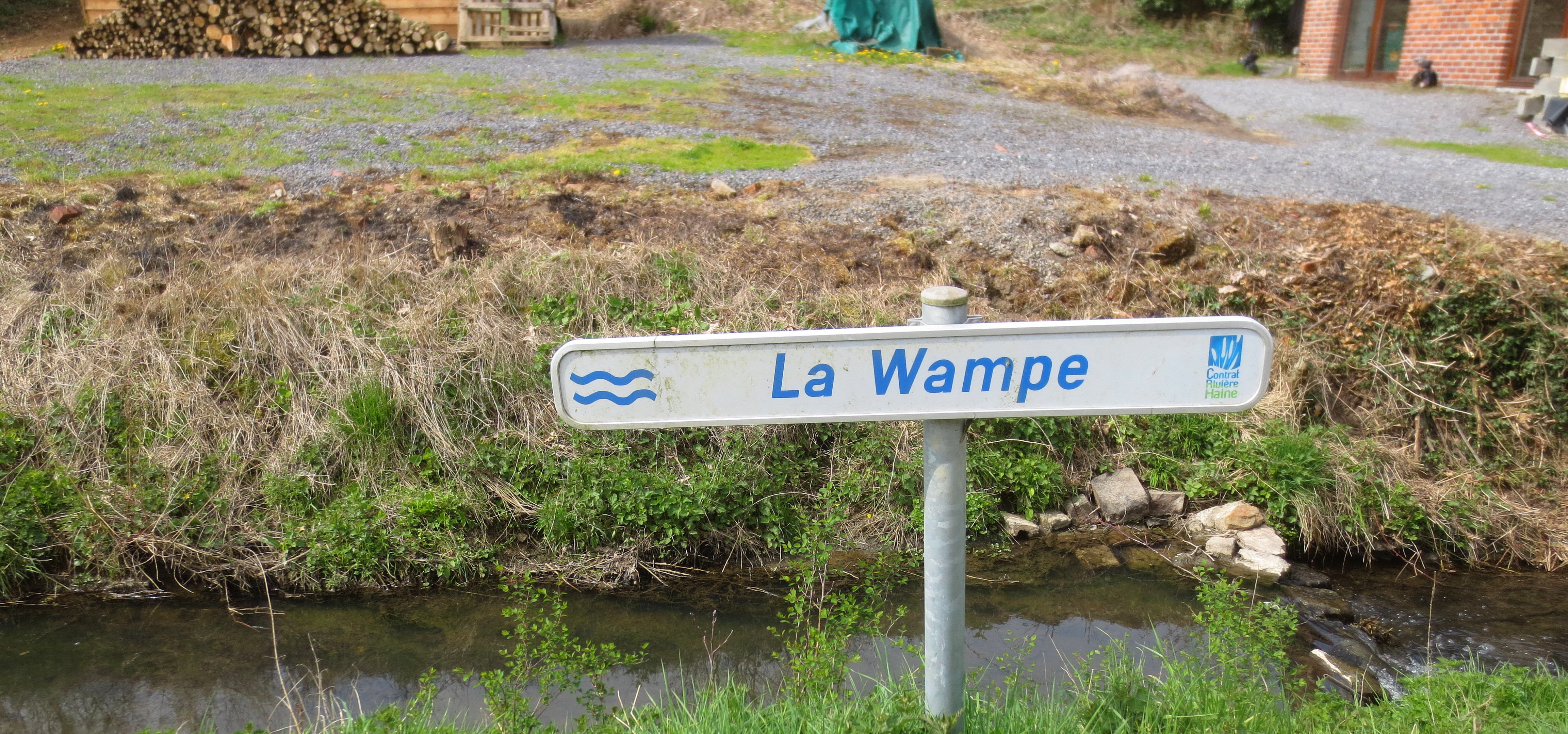
Le ruisseau.
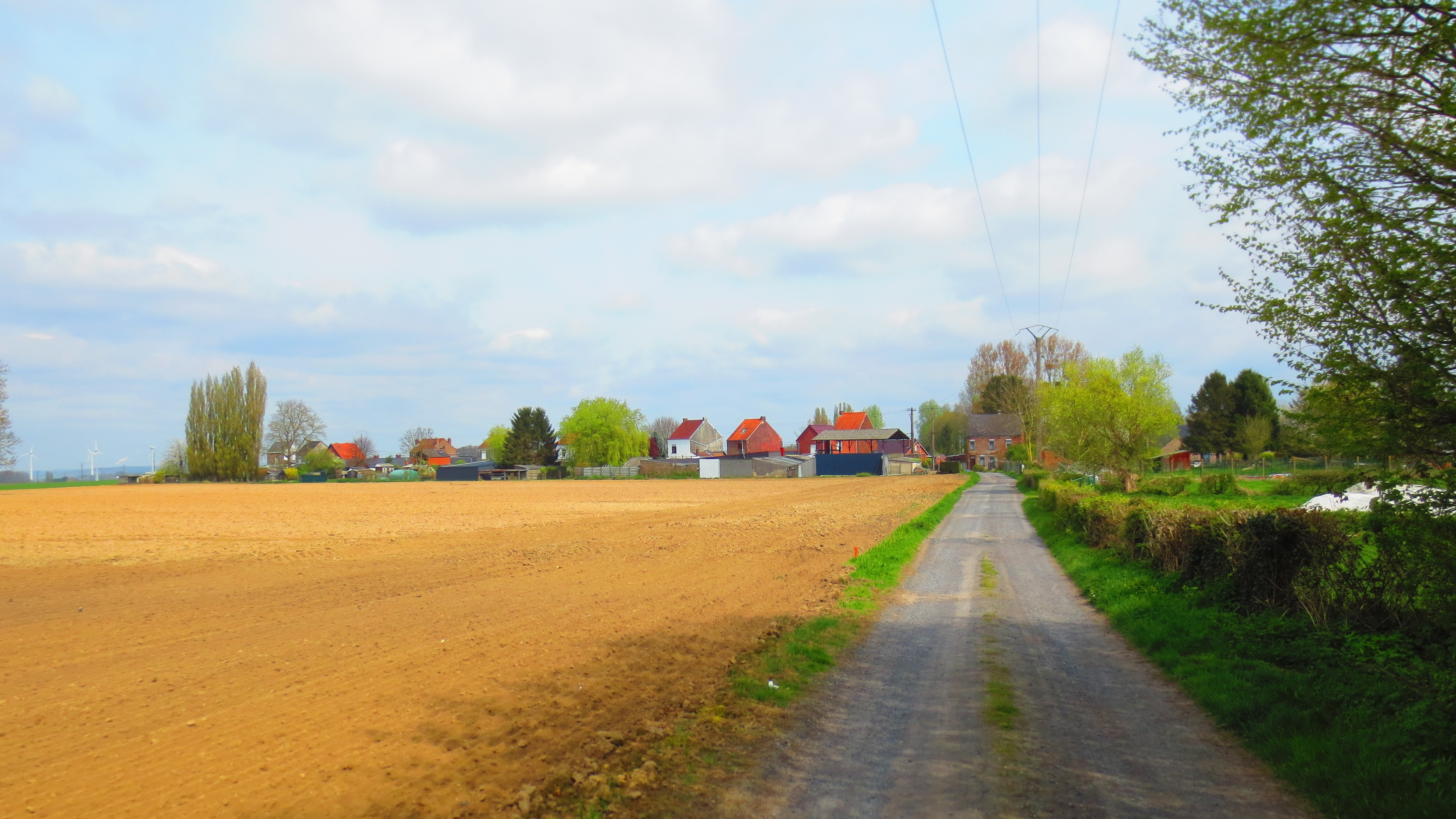
Le chemin.
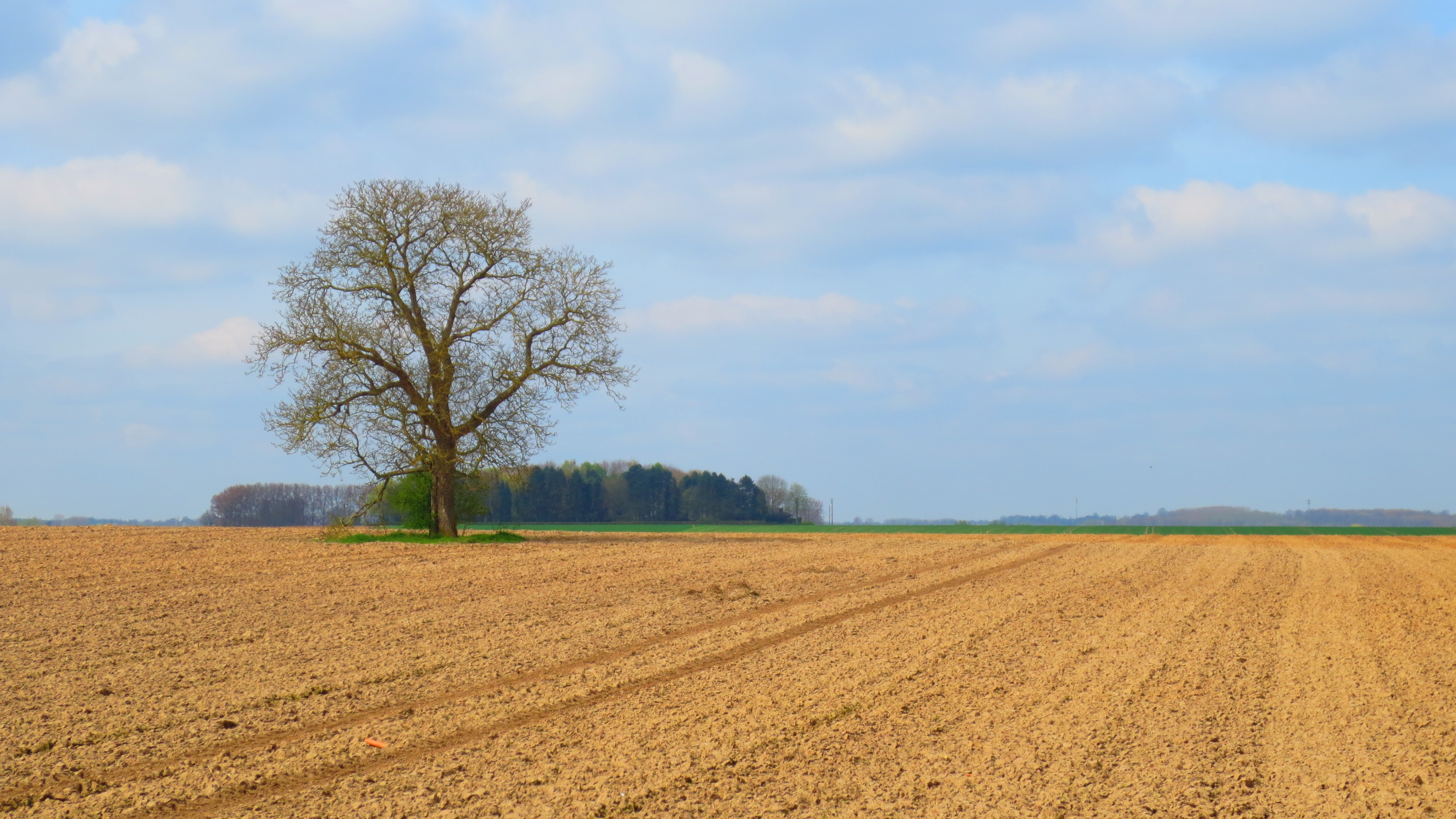
La campagne.